# Hankofen
Hankofen ist ein Ortsteil der Gemeinde Leiblfing im niederbayerischen Landkreis Straubing-Bogen. Bis 1978 bildete es eine selbstständige Gemeinde.

## Lage
Hankofen liegt am Reißinger Bach etwa fünf Kilometer südöstlich von Leiblfing im Donau-Isar-Hügelland.

## Geschichte
Hanichova wird bereits 883/887 anlässlich eines Gütertausches urkundlich erwähnt. Damals war das Kloster St. Emmeram in der Gegend begütert.
Die geistliche Hofmark Hankofen gehörte später dem Zisterzienserinnenkloster Seligenthal in Landshut und fiel nach der Säkularisation in Bayern mit anderem Klosterbesitz 1803 der Universität Landshut zu. Das Landgericht Leonsberg, welches der Hofmark vorgeordnet war, wurde ebenfalls 1803 aufgelöst, und Hankofen unterstand nun dem Landgericht Straubing, das 1808 auch die Niedergerichtsherrschaft über Hankofen übernahm. Im selben Jahr 1808 wurde auch der Steuerdistrikt Hankofen gebildet, aus dem 1818 die Gemeinde Hankofen hervorging.
Am 6. Juni 1858 zerstörte ein Brand sieben Anwesen in Hankofen, wobei auch ein Kleinkind umkam. 1952 umfasste die Gemeinde die Ortsteile Hankofen, Frauenholz, Grünberg, Holzmauer, Mundlfing, Rauher, Reithof, Roßhart, Schwineck, Sondergai und Affa. Mit Verordnung der Staatsregierung wurde die Gemeinde Hankofen zum Jahre 1978 der Einheitsgemeinde Leiblfing zugeteilt. Letzter Bürgermeister war Xaver Landstorfer.

## Sehenswürdigkeiten
- Kirche des Kuratbenefiziums St. Georg. Sie wurde unter dem Benefiziaten Buechberger auf der Grundlage der 1749 vorgelegten Pläne des Straubinger Stadtmaurermeisters Caspar Haagn erbaut. Die Ausstattung mit drei Altären stammt aus dem Jahr 1750. Die Bildhauerarbeiten stammen vom Künstler Mathias Obermayr. Die Vergoldungen und Altarbilder schuf der Straubinger Maler Felix Hölzl.
- Hofkapelle aus dem 19. Jahrhundert

## Vereine
- Eisstockfreunde Hankofen
- Freiwillige Feuerwehr (FF) Hankofen
- KLJB Hankofen
- Krieger- und Soldatenkameradschaftsverein Hankofen
- Landfrauen Hankofen
- Spielvereinigung Hankofen-Hailing e. V. Sie wurde 1968 gegründet. Die Fußballmannschaft zählt seit Anfang der 2000er Jahre zu den erfolgreichsten in Niederbayern. In der Saison 2024/25 spielt die erste Fußballmannschaft in der Regionalliga Bayern.
- Sportschützen Hankofen. Sie wurden 1977 gegründet.
- 1. SV Hankofen e.V.
- Wanderfreunde Hankofen/Reissing